# 劍手就位
劍手就位，是愛爾蘭出生的日本現役純種競賽馬匹。目前主要勝場有2024年雌馬賽。

## 出賽前
2021年3月31日出生於愛爾蘭一個由賽馬集團高多芬管理的牧場，所有權歸於集團其中一名持份者、杜拜王儲哈姆丹·本·穆罕默德·本·拉希德·阿勒馬克圖姆王子旗下，並於成長途中被引入日本。
其後交由栗東訓練中心練馬師藤岡健一訓練。

## 競賽生涯

### 2歲
2023年8月13日出戰小倉競馬場2歲新馬戰，比賽途中瞬間衝出並進行領放，但於直路未能堅守位置下被Passing Shower超越取得第二。
其後出戰2歲未勝利戰，比賽途中維持於先頭有利位置並於直路展開衝刺，但最終仍然未能迫近領放的Mon Chemin，再度取得第二。
9月23日再度挑戰2歲未勝利戰，本次比賽其前置戰術，保持於第二的位置下緊貼領放馬推進，並於最後彎道開始逐步發力。進入直路後，其輕鬆超越前方的對手取得領先，及後繼續衝刺下帶離後方賽駒，以2馬位優勢取得首勝。
11月12日出戰公開賽福島兩歲錦標，比賽初段選擇於比以往較後的位置推進，於通過彎道時候稍為發力向前。進入直路後，其於中團位置衝出並不斷追擊前方對手，最終於終點線前成功超越Kris Arthur，以鼻位優勢取得勝利。
年末繼續以公開賽作為目標，出戰中京兩歲錦標。比賽開始後，其繼續採用福島兩歲錦標時的戰術，於中團位置進發，可惜於直路上僅能維持均速，最終以第四落敗。

### 3歲
2024年以雌馬賽作為首戰，由於此前僅取得公開賽的勝利，因而於賽前取得第十一人氣的低評價。比賽開始後，其重拾新馬戰時的戰術，順利取位之下展開領放，並帶出合適自身的步速。進入直路後，其繼續沿着內欄位置展開衝刺，最終成功擺脱芳心動的追擊，以3/4馬位優勢及爆冷的姿態取得首個分級賽冠軍。
贏得雌馬賽後，其取得櫻花賞的優先出賽權，然而其早前未有登錄經典賽的參賽，陣營需要支付額外的200萬日圓其方可出戰櫻花賞。
4月7日按照計劃出戰賽事，原定由藤岡康太策騎，由於在昨天出戰第七場泥地賽事墮馬嚴重受傷而易配鮫島克駿。比賽開始後，於湘南夢妮以更快的速度搶佔領放位置下，劍手就位保持於第二穩步推進，並於進入最後彎道時候逐步透出。進入直路後，其嘗試加速衝刺保持自身領先的優秀，但未能最大程度進入狀態下逐步被其他對手超越，最終敗於橡木城、百塔意城、光華後勁及傾心取得第五。3日後，藤岡康太在晚上7時49分不幸離世，終年35歲。
完成櫻花賞後，其轉往短途路線並出戰葵葉錦標，比賽初段維持於中團靠後的第八左右展開推進，於比賽途中一直維持沉穩的狀態未有太大動作。進入直路後，其於中檔位置展開突圍，但未能大程度威脅前方賽駒下僅能跑獲第四。
稍為休養過後於夏季以堅蘭盃作為目標，雖然於比賽初段成功搶佔先頭位置並展開領放，但於最後直路仍然陷入失速的狀態，最終以第十一落敗。
年末出戰阪神盃，比賽初段由大外檔位置逐步內閃進佔先頭位置，然而於直路上大幅失速被其他對手超越，最終以包尾第十八落敗。

### 4歲
2025年首戰選擇為表列賽淀短距離錦標，比賽初段維持穩定的姿態於先頭內欄位置推進，進入直路後雖然未有轉趨力弱，但亦未能順利加速，最終取得第五的戰績。
其後選擇雌馬限定賽事愛知盃，比賽初段於外檔位置展開推進下，一直維持在外疊靠前位置，但於通過彎道後未能維持走勢，逐漸被對手超越下以第十二大敗。

### 詳細賽績
| 日期       | 舉辦國家 | 馬場 | 距離   | 級別 | 賽事名稱     | 負重 | 騎師     | 馬號 | 出馬 | 名次 | 時間   | 頭馬（二馬）      |
| ---------- | -------- | ---- | ------ | ---- | ------------ | ---- | -------- | ---- | ---- | ---- | ------ | ----------------- |
| 13/8/2023  | 日本     | 小倉 | 草1200 |      | 2歲新馬      | 55   | 藤岡康太 | 3    | 12   | 2    | 1:09.3 | Passing Shower    |
| 3/9/2023   | 日本     | 小倉 | 草1200 |      | 2歲未勝利    | 55   | 藤岡康太 | 5    | 14   | 2    | 1:09.4 | Mon Chemin        |
| 23/9/2023  | 日本     | 阪神 | 草1200 |      | 2歲未勝利    | 55   | 藤岡佑介 | 8    | 10   | 1    | 1:08.9 | （Meisho Hubble） |
| 12/11/2023 | 日本     | 福島 | 草1200 | OP   | 福島兩歲錦標 | 55   | 藤岡佑介 | 14   | 15   | 1    | 1:10.4 | （Kris Arthur）   |
| 16/12/2023 | 日本     | 中京 | 草1200 | OP   | 中京兩歲錦標 | 56   | 藤岡佑介 | 8    | 9    | 4    | 1:08.7 | Kris Arthur       |
| 10/3/2024  | 日本     | 阪神 | 草1400 | GII  | 雌馬賽       | 55   | 藤岡佑介 | 4    | 14   | 1    | 1:20.1 | （芳心動）        |
| 7/4/2024   | 日本     | 阪神 | 草1600 | GI   | 櫻花賞       | 55   | 鮫島克駿 | 15   | 18   | 5    | 1:32.5 | 橡木城            |
| 25/5/2024  | 日本     | 京都 | 草1200 | GIII | 葵葉錦標     | 55   | 藤岡佑介 | 10   | 18   | 4    | 1:07.5 | 純魔法            |
| 25/8/2024  | 日本     | 札幌 | 草1200 | GIII | 堅蘭盃       | 53   | 藤岡佑介 | 9    | 16   | 11   | 1:08.7 | 里見夢境          |
| 21/12/2024 | 日本     | 京都 | 草1400 | GII  | 阪神盃       | 55   | 杜滿萊   | 18   | 18   | 18   | 1:21.6 | 奈村佳盈          |
| 12/2/2025  | 日本     | 中京 | 草1200 | L    | 淀短距離錦標 | 56   | 杜滿萊   | 4    | 18   | 5    | 1:09.4 | Sonshi            |
| 23/3/2025  | 日本     | 中京 | 草1400 | GIII | 愛知盃       | 56   | 幸英明   | 18   | 14   | 12   | 1:21.3 | 麗圖小鎮          |

## 血統簡介
父系何其熱為英國賽駒，生涯戰績優秀，曾勝出杜荷斯特錦標、莊柏德大賽及薩塞克斯錦標。祖父杜拜威為愛爾蘭生產的愛爾蘭及阿聯酋賽駒，生涯戰績亦非常優秀，曾勝出愛爾蘭國家錦標、愛爾蘭二千堅尼及隆尚磨坊大賽。
母系Nahoodh為愛爾蘭生產的英國賽駒，曾勝出一級賽法爾曼斯錦標，亦於馬頓錦標跑獲亞軍。外祖父Clodovil為愛爾蘭生產的法國賽駒，曾勝出法國二千堅尼。

### 血統表
| 父線：淘金者系（Raise a Native系） |                         |             |                  |
| 種馬 何其熱 2016年（棗色）         | 杜拜威 2002年（棗色）   | 杜拜千禧    | Seeking the Gold |
| 種馬 何其熱 2016年（棗色）         | 杜拜威 2002年（棗色）   | 杜拜千禧    | Colorado Dancer  |
| 種馬 何其熱 2016年（棗色）         | 杜拜威 2002年（棗色）   | Zomaradah   | Depoly           |
| 種馬 何其熱 2016年（棗色）         | 杜拜威 2002年（棗色）   | Zomaradah   | Jawaher          |
| 種馬 何其熱 2016年（棗色）         | 多利美 2005年（棗色）   | 談唱劇      | 如虎添翼         |
| 種馬 何其熱 2016年（棗色）         | 多利美 2005年（棗色）   | 談唱劇      | Glorious Song    |
| 種馬 何其熱 2016年（棗色）         | 多利美 2005年（棗色）   | Darara      | Top Ville        |
| 種馬 何其熱 2016年（棗色）         | 多利美 2005年（棗色）   | Darara      | Delsy            |
| 繁殖雌馬 Nahoodh 2005年（灰色）    | Clodovil 2000年（灰色） | 丹山        | 單色             |
| 繁殖雌馬 Nahoodh 2005年（灰色）    | Clodovil 2000年（灰色） | 丹山        | Razyana          |
| 繁殖雌馬 Nahoodh 2005年（灰色）    | Clodovil 2000年（灰色） | Clodora     | Linamix          |
| 繁殖雌馬 Nahoodh 2005年（灰色）    | Clodovil 2000年（灰色） | Clodora     | Cloche d'Or      |
| 繁殖雌馬 Nahoodh 2005年（灰色）    | Mise 2000年（棗色）     | 印度山脊    | Ahonoora         |
| 繁殖雌馬 Nahoodh 2005年（灰色）    | Mise 2000年（棗色）     | 印度山脊    | Hillbrow         |
| 繁殖雌馬 Nahoodh 2005年（灰色）    | Mise 2000年（棗色）     | Misbegotten | Baillamont       |
| 繁殖雌馬 Nahoodh 2005年（灰色）    | Mise 2000年（棗色）     | Misbegotten | Mistreat         |
| 雌系：號族：4-m                    |                         |             |                  |
| 五代內近親交配：無                 |                         |             |                  |

## 命名由來
名字Etes Vous Prets（エトヴプレ）為法語，用於劍擊比賽時，裁判於開劍前詢問選手是否準備好的一句術語，香港則取其背後含意，翻譯為「劍手就位」。

## 外部連結
- 劍手就位 netkeiba.com （页面存档备份，存于）
- 外部連結 （页面存档备份，存于）